# Энгельмунд Велсенский
Энгельму́нд (умер в 739 году) — настоятель монастыря в Велсене. День памяти — 21 июня.
Святой Энгельмунд (Engelmund) получил образование в Англии и стал монахом в раннем возрасте. Затем его рукоположили во священники и он стал игуменом. Отправившись в страну фризов, он стал успешным проповедником вместе со святым Виллибрордом в Велсене, что около Харлема.
Святого Энгельмунда изображают как странствующего игумена с источником, исходящим из-под его посоха. Он почитаем во Фрисландии, к нему обращаются во время зубной боли.
Мощи святого находятся в соборе святого Бавона, Харлем.